# María Inmaculada de España Moya
María Inmaculada de España Moya (Alacant, 1962) és una advocada i política valenciana, senadora per Alacant en la vi, vii i viii legislatures.

## Biografia
És germana del també polític Julio de España Moya. Llicenciada en dret, és membre de l'Agrupació d'Advocats Joves. Diplomada per l'Escola de Pràctica Jurídica d'Alacant, va obtenir la beca «Vidal Albert» de col·laboració en el Centre de Documentació Europea.
Fou escollida senadora pel Partit Popular per la província d'Alacant a les eleccions generals espanyoles de 1996, 2000 i 2004. Ha estat secretària primera (2000-2004) i viceportaveu de la Comissió de Justícia del Senat (2004-2008), de la Comissió Constitucional (1998-2000).